# Título ejecutivo (Chile)
El título ejecutivo es aquel documento al cual la ley le atribuye la suficiencia necesaria para exigir el cumplimiento forzado de una obligación que consta en él.
Cabe tener presente que sólo la ley puede crear títulos ejecutivos.
Los títulos están taxativamente enumerados en el artículo 434 del Código de Procedimiento Civil, y en leyes especiales.
Las partes no pueden crear títulos ejecutivos, pues ellos no miran sólo al interés de los contratantes, sino que también hay un interés público comprometido, lo que se constata al reservar el procedimiento ejecutivo a aquellas obligaciones cuya existencia y exigibilidad se hayan reconocido y declarado por algún medio legal.
De acuerdo a la Ley de Timbres, D.L. 3475 de 1980, ciertos títulos, para que puedan tener mérito ejecutivo, deben haber pagado el impuesto correspondiente, y aquel documento que no haya satisfecho ese impuesto, carece de mérito ejecutivo, mientras no se acompañe constancia de haberse pagado las multas, reajustes e intereses conjuntamente con el impuesto.
De ahí que si ese documento no ha pagado el impuesto que corresponde, el juez puede denegar la ejecución al hacer el examen del título. Pero si, pese a que este título no pagó impuesto, el juez da curso a la ejecución, el demandado, en este caso ejecutado, puede apelar de esa resolución que ordena despachar mandamiento de ejecución y embargo.

## Clasificación de los títulos ejecutivos.
El título ejecutivo puede clasificarse en Auténtico y Privado, según quien intervenga en su otorgamiento.
- Título ejecutivo auténtico: Es aquel en cuyo otorgamiento interviene un funcionario público con las formalidades prescritas por la ley, y en el ejercicio de sus atribuciones.

- Título ejecutivo privado: es aquel que se extiende por los particulares sin las formalidades legales, y que adquiere carácter ejecutivo por reconocimiento efectuado por la Justicia.

También Pueden también clasificarse en completos o perfectos e incompletos o imperfectos, según que tengan fuerza ejecutiva por sí mismos o no la tengan.

## Títulos ejecutivos contemplados en el Código Procedimiento Civil Chileno
- Art. 434 Nº 1.  Sentencia firme, bien sea definitiva o interlocutoria.

Para que la sentencia tenga mérito ejecutivo , se precisa que ella esté firme, y se entenderá que ello ocurre cuando no procede recurso alguno en contra de ella, o procediendo se han denegado, o no se han hecho valer dentro del plazo establecido por la ley.
Es necesario que esta sentencia contenga una obligación de dar, hacer o no hacer.
- Art. 434 Nº 2.Copia autorizada de escritura publica.

Desde el punto de vista de la "autorización", es factible hablar de copias simples, si no están autorizadas por notario o archivero, y si lo están, copias autorizadas.
- Art. 434 Nº 3. Acta de avenimiento pasada ante tribunal competente y autorizada por un ministro de fe o por dos testigos de actuación.

Se entiende por avenimiento, el acuerdo producido por los litigantes y aprobado por el juez, sobre la forma de poner término al juicio.
- Art. 434 nro.4 Instrumento privado reconocido o mandado tener por reconocido.

El instrumento privado adquiere mérito ejecutivo cuando ha sido reconocido judicialmente o cuando ha sido mandado tener por reconocido.
Para lograr este reconocimiento, es necesario realizar gestiones previas que se denominan "diligencias preparatorias de la vía ejecutiva", y reciben tal denominación, aunque ellas tiendan a obtener el título, en virtud del cual se va a iniciar una ejecución.
- Art. 434 Nº 5 : Confesión judicial.

Esta confesión  es distinta de la confesión como medio de prueba.
Se entiende por confesión, el reconocimiento que hace una persona de un hecho que genera en su contra consecuencias jurídicas.
- Art. 434 Nº 6: cualesquiera títulos al portador o nominativos, legítimamente emitidos, que representen obligaciones vencidas, y los cupones también vencidos de dichos títulos, siempre que los cupones confronten con los títulos, y estos, en todo caso, con los libros talonarios.

Para que estos títulos sean "ejecutivos" es necesario que se practique una gestión preparatoria, consistente en la " confrontación de los cupones con los títulos, y éstos, con los libros talonarios".
- Art. 434 Nº 7: Cualquiera otro título a que las leyes den fuerza ejecutiva.

Por ejemplo, la cuarta copia de la factura, de carácter cedible, en conformidad a la Ley 19.983.